# 야마구치 유리코

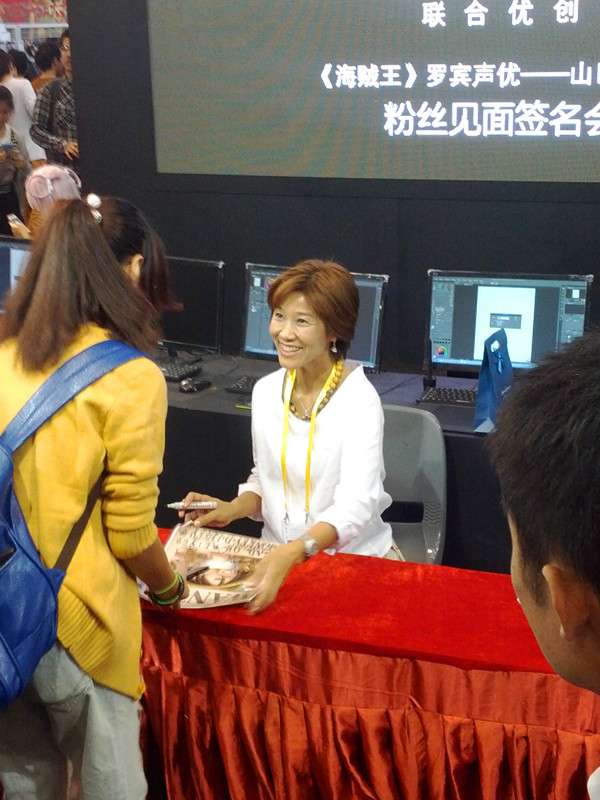
야마구치 유리코

야마구치 유리코(일본어: 山口 由里子, 1965년 11월 21일 ~ )는 일본의 성우이다.

## 출연작

### TV 애니메이션
1995년
- 신세기 에반게리온(아카기 리츠코)
- 애천사전설 웨딩피치(카츄샤)

1997년
- 대운동회 TV(라리 펠드난드)
- 포켓몬스터(죠이[간호순])

2002년
- 쁘띠 프리 유시(마법 선생)
- 포켓몬스터 Advence Generation(죠이[간호순])

2003년
- 원피스 (니코 로빈)

2005년
- 건퍼레이드 오케스트라 (백작 부인)

2006년
- 포켓몬스터 Diamond & Pearl(죠이[간호순])

### OVA
1995년
- 동급생 클라이막스(시마모토 쿄코)

1996년
- 동급생 2(나가시마 사치코)

1997년
- 대운동회 OVA(라리 펠드난드)

### 극장판
1997년
- 신세기 에반게리온 데스&리버스(아카기 리츠코)
- 신세기 에반게리온 End of Evangelion(아카기 리츠코)

2004년
- ONE PIECE 저주받은 성검(니코 로빈)

2016년
- 원피스 필름 골드(니코 로빈)

2019년
- 원피스 스탬피드(니코 로빈)

2022년
- 원피스 필름 레드(니코 로빈)
- 명탐정 코난: 할로윈의 신부(플라먀 / 크리스틴 리샤르)

### 게임
1995년
- 프라이빗 아이돌 (니시나 토모미)

1996년
- 신세기 에반게리온 SS판 (아카기 리츠코)

1997년
- 신세기 에반게리온 2nd Impression (아카기 리츠코)
- QUOVADIS2 ~혹성 강습 오반 레이~ (리지아 마커스)
- 미즈키 시게루의 요괴 무투전 (카밀라)

1998년
- 통곡 그리고… (노마 웬디)
- 신세기 에반게리온 강철의 걸프렌드 SS판·PS판 (아카기 리츠코)
- 신세기 에반게리온 에바와 유쾌한 동료들 PS판·SS판 (아카기 리츠코)

1999년
- L의 계절 (엘리자 노인테이터)

2002년
- From TV animation ONE PIECE 그랜드 배틀!2 (니코 로빈)
- From TV animation ONE PIECE 트레저 배틀! (니코 로빈)
- 훌리건 ~네 속의 용기~ PS2판 (올가 멘게레)
- 언리미티드 사가 (사파이어, 그레이스)

2003년
- From TV animation ONE PIECE 오션즈 드림 (니코 로빈)
- ONE PIECE 그랜드 배틀!3 (니코 로빈)
- 신세기 에반게리온2 PS2판 (아카기 리츠코)

2004년
- ONE PIECE 랜드랜드! (니코 로빈)

2005년
- ONE PIECE 그랜드 배틀! RUSH (니코 로빈)
- Fighting For ONE PIECE (니코 로빈)
- ONE PIECE 해적 카니발 (니코 로빈)
- DUEL SAVIOR DESTINY (뮤리엘 시아필드)

2006년
- 건퍼레이드 오케스트라 녹의 장 ~늑대와 그 소년~ (와시미야 토우코)
- 신세기 에반게리온 강철의 걸프렌드 PS2판 (아카기 리츠코)
- 신세기 에반게리온2 PSP판 (아카기 리츠코)

2007년
- ONE PIECE 언리미티드 어드벤처 (니코 로빈)
- ONE PIECE 기어 스피릿츠 (니코 로빈)
- 테일즈 오브 팬덤 Vol.2 (케이트)
- 슈퍼 로봇 대전OG 외전 (메이시스 마르크)

2008년
- ONE PIECE 언리미티드 쿨즈 (니코 로빈)